# Psicosis III
Psicosis III, cuyo título original en inglés es Psycho III, es una película estadounidense de terror dirigida y protagonizada por Anthony Perkins y estrenada en 1986.
Es la tercera entrega de la serie Psicosis, que comenzó en 1960 con la película de mismo título, dirigida por Alfred Hitchcock.

## Argumento
Norman Bates volvió a su trabajo  y se enamora de una  ex monja que intercambia su amor. Pero de nuevo será impedida por el instinto de dividir  su personalidad y para mantener el relleno cadáver de  su madre que lo llevó a  matar a sus clientes.

## Reparto
| Actor              | Personaje         |
| ------------------ | ----------------- |
| Anthony Perkins    | Norman Bates      |
| Diana Scarwid      | Maureen Coyle     |
| Jeff Fahey         | Duane Duke        |
| Roberta Maxwell    | Tracy Venable     |
| Hugh Gillin        | Sheriff John Hunt |
| Lee Garlington     | Myrna             |
| Robert Alan Browne | Ralph Statler     |
| Donovan Scott      | Kyle              |
| Karen Hensel       | Hermana Catherine |
| Jack Murdock       | Lou               |